# ميلتون أتكينسون
ميلتون أتكينسون (بالإنجليزية: Milton Atkinson)‏ هو لاعب دوري الرغبي أسترالي، ولد في 1926، وتوفي في 2008.